# معادلة تكاملية
المعادلة التكاملية في علم الرياضيات هي معادلة حيث يظهر فيها دالة غير مُعرفة بجوار إشارة التكامل، وهناك صلة كبيرة بين المعادلات التكاملية والمعادلات التفاضلية، وفي بعض المسائل يمكن أعادة صياغتها بأحدي الطريقتين، على سبيل المثال معادلات ماكسويل.

## نظرة عامة
النوع الأكثر شيوعًا من المعادلات التكاملية يُدعي معادلة فريدهولم التكاملية من النوع الأول وتكون على شكل:
{\displaystyle f(x)=\int _{a}^{b}K(x,t)\,\varphi (t)\,dt.}
ومن خلال تدوينات العالم جورج براون أركفين فإن φ هي دالة غير معروفة،  f  هي دالة معروفة، و K هي دالة أخرى من متغيرين معروفة وعادة ما تُدعي دالة كيرنل، ويجب ملاحظة أن نهايات التكامل عبارة عن وهذا ما يميز دالة فريدهولم.
إذا كانت الدالة الغير معروفة توجد داخل وخارج التكامل فإنها تُدعي دالة فريدهولم التكاملية من النوع الثاني وتكون على شكل:
{\displaystyle \varphi (x)=f(x)+\lambda \int _{a}^{b}K(x,t)\,\varphi (t)\,dt.}
حيث المتغير λ هو معامل غير معروف، والذي يلعب نفس دور متجه ذاتي في الجبر الخطي.
وإذا كانت إحدي النهايات للتكامل متغيرة القيمة فإنها تُدعي معادلة فولتيرا.
ومعادلة فولتيرا من النوع الأول والثاني تكون علي الشكل الآتي بالترتيب:
{\displaystyle f(x)=\int _{a}^{x}K(x,t)\,\varphi (t)\,dt}
{\displaystyle \varphi (x)=f(x)+\lambda \int _{a}^{x}K(x,t)\,\varphi (t)\,dt.}
وإذا كانت الدالة  f  في المعادلات السابقة تساوي صفرًا فأنها تُدعي معادلة تكاملية متجانسة، وأما إذا كانت  f  بقيمة غير صفرية فأنها تُدعي معادلة تكاملية غير متجانسة.

## الحل العددي
والمعادلات التكاملية ليس لها مدلول إذا عادة لا يكون لها حل تحليلي ويجب أن يتم حلها عدديًا، ومثال علي ذلك هو حساب معادلة المجال الكهربي التكاملية أو معادلة المجال المغناطيسي التكاملية علي جسم مُشكل بإحكام في مسائل التشتت الكهرومغناطيسي.
وهناك طريقة للحل عدديًا تتطلب متغيرات جديدة واستبدال التكامل بطريقة التربيع.
{\displaystyle \sum _{j=1}^{n}w_{j}K\left(s_{i},t_{j}\right)u(t_{j})=f(s_{i}),\qquad i=0,1,\cdots ,n.}
من ثم فإننا الآن لدينا نظام بعدد معادلات n ومتغيرات عددها n وعن طريق حل تلك المعادلات فإننا نحصل علي قيمة لتلك المتغيرات.
{\displaystyle u(t_{0}),u(t_{1}),\cdots ,u(t_{n}).}

## التصنيف
يتم تصنيف المعادلات التكاملية طبقًا لثلاث تفرعات ليكون الكل هو ثمان أنواع مختلفة:
نهايات التكامل
كلتا النهايتين ثابتتين: معادلة فريدهولم التكاملية
إحدي النهايات متغيرة: معادلة فولتيرا التكاملية
مكان المعادلة الغير معروفة
بداخل التكامل فقط: النوع الأول
بداخل وخارج التكامل: النوع الثاني
طبيعة الدالة المعروفة  f 
تساوي صفرًا: متجانسة
لا تساوي صفر: غير متجانسة
والمعادلات التكاملية مهمة جدًا في كثير من التطبيقات فكثيرًا ما يتم استخدام المعادلات التكاملية بداخلها مثل انتقال الطاقة المشعة و تموجالحبل والأغشية ومحور العجلة. ومسائل التموج أو التذبذب يمكن أن يتم حلها بواسطة المعادلات التفاضلية.
ومعادلات فولتيرا وفريدهولم التكاملية كلاهما معادلات تكاملية خطية نتيجة للسلوك الخطي لـφ(x) خلال التكامل، ومعادلة فولتيرا الغير خطية يكون لها صيغة عامة على شكل:
{\displaystyle \varphi (x)=f(x)+\lambda \int _{a}^{x}K(x,t)\,F(x,t,\varphi (t))\,dt,}
حيث F دالة معروفة.

## معادلات فينر-هوبف التكاملية
{\displaystyle y(t)=\lambda x(t)+\int _{0}^{\infty }k(t-s)x(s)ds,\qquad 0\leq t<\infty .}

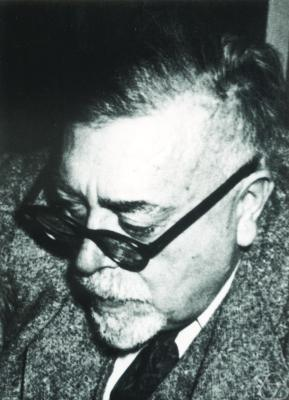
نوربرت فينر

في الأصل فإن معادلات مثل تلك تم دراستها وتجربتها علي مسائل في الانتقال الإشعاعي ومؤخرًا تم ربطها بحل معادلات تكاملية حدية للمسائل التي تتعامل مع المستويات التي تكون حدودها صغيرة للغاية.

## حل المتسلسلة الأسية للمعادلات التكاملية
في كثير من الحالات إذا كان التحويل التكاملي كيرنل لمعادلة تكاملية علي صيغة K(xt) وتحويل ميلين علي صيغة K(t) لهما قيمة فحينئذ يُمكن إيجاد حل للمعادلة التكاملية
{\displaystyle g(s)=s\int _{0}^{\infty }dtK(st)f(t)}
في شكل متسلسلة أسية
{\displaystyle f(t)=\sum _{n=0}^{\infty }{\frac {a_{n}}{M(n+1)}}x^{n}}
حيث
{\displaystyle g(s)=\sum _{n=0}^{\infty }a_{n}s^{-n},\qquad M(n+1)=\int _{0}^{\infty }dtK(t)t^{n}}
و M(n + 1) هي تحويل ميلين لكيرنل.

## المعادلات التكاملية كحالة عامة من المتجهات الذاتية
المعادلات التكاملية الخطية المتجانسة يمكن النظر إليها كنهاية متصلة لمعادلات المتجهات الذاتية وبإستخدام الترميز الأبجدي فمعادلة القيم الذاتية أو المتجهات الذاتية يمكن كتابتها علي الشكل الآتي:
{\displaystyle \sum _{j}M_{i,j}v_{j}=\lambda v_{i}}
حيث M = [Mi,j] هي مصفوفة و v أحد المتجهات الذاتية الخاصة بها و λ قيمة ذاتية خاصة بها أيضًا.
وبأخذ النهاية المتصلة عن طريقة استبدال الحروف الأبجدية i و j بمتغيرات متصلة x و y فإننا نحصل علي:
{\displaystyle \int K(x,y)\varphi (y)\mathrm {d} y=\lambda \varphi (x),}
حيث تم استبدال الجمع عند j بتكامل عند y والمصفوفة M والمتجه v تم استبداله بمتغيرات كيرنل K(x, y) و المعادلة الذاتية φ(y)،(والنهايات الخاصة بالتكامل ثابتة بالقياس علي نهايات الجمع عند j ) ومن هذا فإننا نحصل علي معادلة فريدهولم التكاملية من النوع الثاني.
وبشكل عام فإن K(x, y) يمكن أن تكون توزيع رياضي بدلًا من أن تكون دالة بالمفهوم التقليدي الصارم.
وإذا كان التوزيع K عند النقطة x = y فقط فعندئذٍ تقل المعادلة التكاملية إلي معادلة ذاتية.